# تراجع الفك
تراجع الفك أو تقهقر الفك (بالإنجليزية: retrognathia, retrognathism)‏ هو نوع من سوء إطباق الأسنان والذي يعود إلى موقع خلفي غير طبيعي للفك العلوي  أو الفك السفلي،  وبالأخص الفك السفلي بالنسبة إلى الهيكل العظمي الوجهي والأنسجة الرخوة. تراجع الفك السفلي غالبًا ما يشار إليه بتراكب العضة، بالرغم من أن هذا المصطلح لا يستخدم طبيًا.

## وصلات خارجية
- Diagram at brooksideorthodontics.com - see Classification of Face:Class 2 section